# Gradi delle forze armate canadesi
Questa pagina riporta i gradi del personale delle forze armate canadesi, composte dalla Royal Canadian Navy (RCN, la marina), dalla Royal Canadian Air Force (RCAF, l'aeronautica) e dal Canadian Army (CA, l'esercito).
Disegni ricorrenti sono la foglia d'acero, simbolo nazionale del Canada, la corona di sant'Edoardo, simbolo dell'autorità britannica, e, per quello che riguarda gli "ufficiali generali", il bastone e la spada, mutuati dalle forze armate del Regno Unito.

## Governatore generale del Canada
Il governatore generale del Canada (Governor General) è il capo di stato maggiore (Commander-in-Chief) delle forze armate canadesi e può provenire o dalla marina, o dall'aeronautica o dall'esercito. L'uniforme presenta nel paramano e nelle controspalline lo stemma ufficiale del governatore.
| Paramano e controspallina per la marina     |
| Paramano e controspallina per l'aeronautica |
| Paramano e controspallina per l'esercito    |

## Ufficiali
Gli ufficiali sono divisi, partendo dai più alti, in "ufficiali generali" (General Officers, da Admiral a Commodore inclusi per la marina e da General a Brigadier-General inclusi per esercito e aeronautica), "ufficiali veterani" (Senior Officers, da Captain a Lieutenant-Commander inclusi per la marina e da Colonel a Major inclusi per esercito e aeronautica), "ufficiali giovani" (Junior Officers, da Lieutenant a Acting Sub-Lieutenant inclusi per la marina e da Captain a Second Lieutenant inclusi per esercito e aeronautica) e "ufficiali subordinati" (Subordinate Officer, Naval Cadet per la marina e Officer Cadet per esercito e aeronautica).
 Royal Canadian Navy 
Non sono previsti colori particolari per le varie specializzazioni, eccetto per i medici, che tra le bande oro hanno bande rosso scarlatto, e per il personale sanitario (ufficiali infermieri, ufficiali farmacisti, ufficiali dell'amministrazione sanitaria, ufficiali assistenti sociali, ufficiali fisioterapisti e ufficiali biotecnologi) che al posto del rosso scarlatto hanno il color ciliegia.
| Controspallina                             |         |              |              |           | distintivo non previsto | distintivo non previsto | distintivo non previsto | distintivo non previsto | distintivo non previsto | distintivo non previsto | distintivo non previsto |
| Paramano (nuovo disegno adottato dal 2010) |         |              |              |           |                         |                         |                         |                         |                         |                         |                         |
| Grado                                      | Admiral | Vice-Admiral | Rear-Admiral | Commodore | Captain                 | Commander               | Lieutenant-Commander    | Lieutenant              | Sub-Lieutenant          | Acting Sub-Lieutenant   | Naval Cadet             |
| Abbreviazione                              | Adm     | VAdm         | RAdm         | Cmdre     | Capt (N)                | Cdr                     | LCdr                    | Lt (N)                  | SLt                     | A/SLt                   | NCdt                    |

 Royal Canadian Air Force 
| Controspallina |         |                    |               |                   |         |                    |       |                            |            |                   |               |
| Grado          | General | Lieutenant-General | Major-General | Brigadier-General | Colonel | Lieutenant-Colonel | Major | Captain                    | Lieutenant | Second Lieutenant | Officer Cadet |
| Abbreviazione  | Gen     | LGen               | MGen          | BGen              | Col     | LCol               | Maj   | abbreviazione non prevista | Lt         | 2Lt               | OCdt          |

 Canadian Army 
| Controspallina |         |                    |               |                   |         |                    |       |                            |            |                   |               |
| Grado          | General | Lieutenant-General | Major-General | Brigadier-General | Colonel | Lieutenant-Colonel | Major | Captain                    | Lieutenant | Second Lieutenant | Officer Cadet |
| Abbreviazione  | Gen     | LGen               | MGen          | BGen              | Col     | LCol               | Maj   | abbreviazione non prevista | Lt         | 2Lt               | OCdt          |

## Sottufficiali
I sottufficiali delle forze armate canadesi sono divisi in due categorie: Senior Non-Commissioned members ("sottufficiali veterani") e Junior Non-Commissioned members ("sottufficiali giovani"). La classificazione pertanto differisce ad esempio da quella delle forze armate italiane, tuttavia, poiché il primo grado dei Senior Non-Commissioned members è il Sergeant (sergente) o il Petty Officer 2nd class, per analogia con quanto avviene in Italia si considerano i Senior Non-Commissioned members come sottufficiali, e i Junior Non-Commissioned members come truppa, sempre tenendo a mente che questa distinzione è una forzatura e che non è contemplata dalle forze armate canadesi.
 Canadian Forces Maritime Command 
| Insegna di grado |                               |                               |                         |                         |
| Grado            | Chief Petty Officer 1st class | Chief Petty Officer 2nd class | Petty Officer 1st class | Petty Officer 2nd class |
| Abbreviazione    | CPO 1                         | CPO 2                         | PO 1                    | PO 2                    |

 Canadian Forces Air Command 
| Insegna di grado |                       |                        |                 |          |
| Grado            | Chief Warrant Officer | Master Warrant Officer | Warrant Officer | Sergeant |
| Abbreviazione    | CWO                   | MWO                    | WO              | Sgt      |

 Canadian Forces Land Force Command 
| Insegna di grado |                       |                        |                 |          |
| Grado            | Chief Warrant Officer | Master Warrant Officer | Warrant Officer | Sergeant |
| Abbreviazione    | CWO                   | MWO                    | WO              | Sgt      |

## Truppa
I sottufficiali delle forze armate canadesi sono divisi in due categorie: Senior Non-Commissioned members ("sottufficiali veterani") e Junior Non-Commissioned members ("sottufficiali giovani"). La classificazione pertanto differisce ad esempio da quella delle forze armate italiane, tuttavia, poiché il primo grado dei Senior Non-Commissioned members è il Sergeant (sergente) o il Petty Officer 2nd class, per analogia con quanto avviene in Italia si considerano i Senior Non-Commissioned members come sottufficiali, e i Junior Non-Commissioned members come truppa, sempre tenendo a mente che questa distinzione è una forzatura e che non è contemplata dalle forze armate canadesi.
 Canadian Forces Maritime Command 
| Insegna di grado |               |                |             |                 |
| Grado            | Master Seaman | Leading Seaman | Able Seaman | Ordinary Seaman |
| Abbreviazione    | MS            | LS             | AB          | OS              |

 Canadian Forces Air Command 
| Insegna di grado |                 |          |         |                 |
| Grado            | Master Corporal | Corporal | Aviator | Aviator recruit |
| Abbreviazione    | MCpl            | Cpl      | Avr     | Avr (Recruit)   |

 Canadian Forces Land Force Command 
| Insegna di grado |                 |          |         |                 |
| Grado            | Master Corporal | Corporal | Private | Private Recruit |
| Abbreviazione    | MCpl            | Cpl      | Pte     | Pte (Recruit)   |